# Gasparillo
Gasparillo – miasto w Trynidadzie i Tobago, na wyspie Trynidad, w regionie Couva-Tabaquite-Talparo.
8 września 2018 w Gasparillo została otwarta izba handlowa.